# Spoorlijn Meppel - Groningen
Staatslijn C is de volgens de Wet op de Aanleg van Staatsspoorwegen van 18 augustus 1860 door de Staat der Nederlanden aangelegde spoorweg tussen Meppel en Groningen. De spoorlijn werd geopend op 1 mei 1870. In 1952 werd de spoorlijn geëlektrificeerd. Sinds 1970 is het traject een van de belangrijkste verbindingen in het Nederlandse intercitynetwerk.

## Geschiedenis
De spoorlijn van Meppel naar Groningen is onderdeel van de eerste staatsaanleg van spoorwegen in Nederland. Met de staatslijnen A en B werden de grote plaatsen in Noord-Nederland verbonden met de rest van het Nederlandse spoorwegnet. In Meppel sloot de spoorlijn aan op Staatslijn A, Zwolle – Leeuwarden en in Groningen op Staatslijn B (Harlingen – Nieuweschans). Beide lijnen waren eind jaren 60 van de 19e eeuw aangelegd. De exploitatie werd, net als op de meeste staatslijnen, verzorgd door de Maatschappij tot Exploitatie van Staatsspoorwegen. In 1921 werd bij Haren nog een verbindingsboog aangelegd naar het spoor richting Bad Nieuweschans. Dit baanvak wordt alleen gebruikt voor goederenvervoer.
Tijdens de Tweede Wereldoorlog werd bij het voormalige station Hooghalen een spooraansluiting naar Kamp Westerbork aangelegd. Vanaf de zomer van 1942 vertrok elke dinsdag een goederentrein die een grote groep kampbewoners via Assen, de verbindingsboog bij Haren en Nieuweschans naar kampen in Polen bracht, voornamelijk de vernietigingskampen Auschwitz-Birkenau en Sobibór. In totaal werden van 1942 tot 1944 ruim 107.000 gevangenen vanuit Westerbork per trein gedeporteerd. Slechts 5.000 van hen keerden levend terug.
Nadat al voor de Tweede Wereldoorlog de belangrijkste spoorlijnen in de Randstad en rond Utrecht waren geëlektrificeerd, volgden in de wederopbouwperiode na de oorlog de belangrijke spoorlijnen naar het noorden, oosten en zuiden van het land. De spoorlijnen van Amersfoort naar Zwolle en van daaruit naar Leeuwarden en Groningen waren vanaf (17) 18 mei 1952 elektrisch berijdbaar. Hierdoor kon de treindienst tussen Noord-Nederland en de Randstad aanzienlijk verbeterd worden.

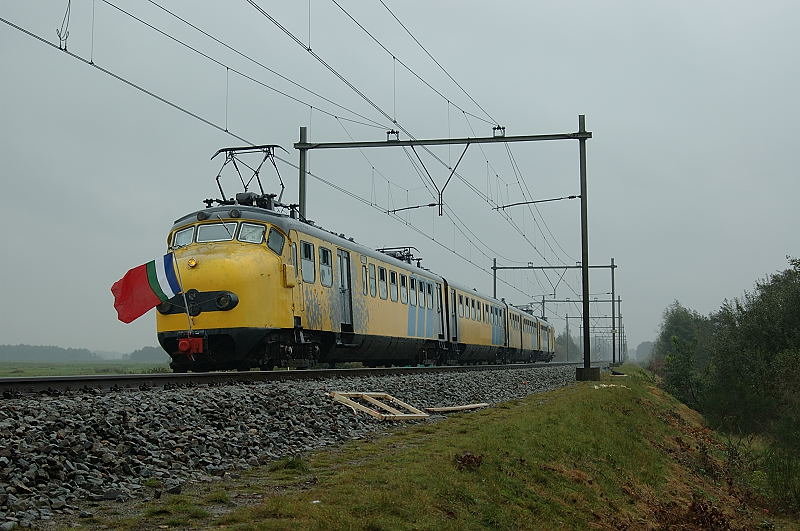
Materieel '54 treinstel 766 in de rol van het gekaapte treinstel 747 bij de filmopnamen in De Punt in 2008.

In de jaren zeventig bereikte de spoorlijn tweemaal het wereldnieuws. In de ochtend van 2 december 1975 werd de stoptrein Groningen – Zwolle tot stilstand gebracht tussen de weilanden bij Wijster. Zeven Zuid-Molukse jongeren hadden de trein gekaapt in hun streven naar een vrije Republiek der Zuid-Molukken. De actie duurde in totaal 12 dagen en er vielen drie doden. Op 23 mei 1977 werd om negen uur 's morgens opnieuw een trein gekaapt. Ditmaal betrof het de intercity richting Groningen, die ter hoogte van het dorp De Punt door negen gewapende Zuid-Molukse jongeren tot stilstand werd gebracht. De gijzeling duurde 20 dagen. De bevrijding door mariniers kostte twee gegijzelden en zes kapers het leven.
Van beide treinkapingen zijn later films gemaakt. Voor de buitenopnamen van de films Wijster uit 2007 en De Punt uit 2009 werd gefilmd op locaties langs deze spoorlijn. De film De Punt werd zelfs opgenomen op vrijwel dezelfde locatie waar de treinkaping dertig jaar eerder plaatsvond.

## Stations en gebouwen
Net als langs de andere spoorlijnen van de eerste staatsaanleg verschenen ook langs Staatslijn C de standaardstations van de Staatsspoorwegen, de zogenaamde Waterstaatstations. In Meppel stond al het station van het type derde klasse. In Hoogeveen en Assen verschenen eveneens stationsgebouwen van het type derde klasse. In Koekange, Beilen, Vries-Zuidlaren en De Punt verschenen stationsgebouwen van het type vijfde klasse. In Haren werd slechts een klein haltegebouw neergezet.
In Groningen werd in 1870 het noodgebouw vervangen door een definitief gebouw, bestaande uit stijl- en regelwerk, opgevuld met steen. Omdat het station onder de bepalingen van de Vestingwet viel, moest het laag zijn en snel afgebroken kunnen worden. Door het nieuwe verdedigingsplan uit 1874 mochten verschillende vestingsteden, waaronder Groningen, ook buiten de vesting bouwen. In 1896 werd dan ook het nieuwe, rijkelijk versierde grote stationsgebouw in gebruik genomen.
In 1880 kreeg de halte Hooghalen een klein stationsgebouw, in 1903 gevolgd door de stopplaats Wijster en in 1910 door de stopplaats Ruinerwold. In 1913 kreeg Echten een hoog, bijna vierkant stationsgebouw. Ruim twintig jaar later, in 1934 werd dit station alweer gesloten. Ook de meeste andere stations en stopplaatsen langs de Staatslijn werden in de jaren 30 van de 20e eeuw gesloten. Alleen de stations van Hoogeveen en Assen bleven in gebruik. Het station van Beilen werd in 1940 heropend. De stationsgebouwtjes van Ruinerwold en Wijster werden dat jaar gesloopt.

### Sloop en nieuwbouw
In de jaren 60 en 70 werd in Nederland een groot aantal vooroorlogse stations gesloopt, omdat men van oordeel was dat zij inefficiënt waren ingericht en veel onderhoud vergden. Langs de spoorlijn Meppel – Groningen werd station Beilen in 1970 vervangen door een nieuw haltegebouwtje van het standaardtype Douma. In die periode verdwenen ook alle stationsgebouwen langs de lijn die al voor de Tweede Wereldoorlog hun functie verloren hadden. In Haren werd in 1968 het station opnieuw in gebruik genomen met een zogenaamde Sextant. Het oude stationsgebouw was in 1965 al gesloopt. In de jaren 80 ontkwamen ook de stationsgebouwen van Hoogeveen en Assen niet aan de slopershamer: in 1984 kreeg Hoogeveen een nieuw stationsgebouw, de Drentse hoofdstad vier jaar later. Dat laatste station werd in 2016 alweer gesloopt om plaats te maken voor een nieuw gebouw.

## Dienstregeling
Staatslijn C is al vanaf de opening de belangrijkste spoorwegverbinding tussen Groningen en de rest van Nederland. Om deze reden kent de spoorlijn al sinds de beginperiode verschillende doorgaande treinen. Bekend is de Randstad Expres, de ambtenarentrein die 's morgens van Groningen naar Den Haag en 's middags in tegengestelde richting reed.

### Voor 1970
Nadat de Staatsspoorwegen intensiever gingen samenwerken met de NCS en NRS was een rechtstreekse treinverbinding tussen de grote steden in Noord-Nederland en de steden in de Randstad mogelijk. Al snel reden diverse doorgaande treinen uit Groningen en Leeuwarden over de Centraalspoorweg. Tot 1970 was de dienstregeling, ondanks het ook toen al strakke uurpatroon, nog vrij onregelmatig. Zo reed het ene uur vanuit Groningen een trein naar Rotterdam, vertrok tien minuten later een trein naar Amsterdam die vanaf Zwolle gecombineerd met de trein uit Leeuwarden reed. Een uur later reed opnieuw een trein naar Rotterdam met tevens een deel naar Den Haag, tien minuten later gevolgd door een trein die weer met een deel uit Leeuwarden ook naar Rotterdam en Den Haag reed. Om overzicht te krijgen in de afwisselende treindienst was dan ook lange tijd een speciaal overzicht van doorgaande treindelen in het spoorboekje opgenomen.

### Vanaf 1970
Met de invoering van de consequente dienstregeling bij Spoorslag '70 werd de treindienst op de verbinding Randstad – Noord/Oost meer gestructureerd. De doorgaande treinen heetten voortaan intercity en kregen een min of meer vast patroon dat tot 2013 bleef bestaan. Daarbij gold dat het ene halve uur alleen gestopt werd in Assen, het andere halve uur werden alle stations aangedaan. Deze treinen reden tussen Zwolle en Amersfoort of Utrecht meestal gecombineerd met een gedeelte van/naar Leeuwarden (vleugeltreinen). De stoppende intercity reed doorgaans van/naar Amsterdam en Schiphol, andere intercity's reden van/naar Rotterdam en Den Haag. Hierbij reed het Leeuwarder deel het ene uur naar een van beide steden en het Groninger deel naar de andere stad. In Amersfoort bestond een cross-platform-overstap op de intercity van/naar Enschede waardoor er min of meer een frequente halfuursdienst tussen de Randstad en Noord/Oost Nederland ontstond. Tussen Groningen en Zwolle kwam ten slotte nog een aparte stoptreindienst te rijden.
25 jaar later werd de treindienst verder gestandaardiseerd. Het Leeuwarder deel reed hierbij doorgaans naar Rotterdam en het Groninger deel naar Den Haag. Bij de stoppende intercity reed het Leeuwarder deel voortaan naar Amsterdam en het Groninger deel naar Schiphol. In 2007 werd de rechtstreekse verbinding met Amsterdam Centraal opgeheven en sindsdien rijdt ook het Leeuwarder deel buiten de spits mee naar Schiphol. De cross-platform-overstap van/naar Amsterdam Centraal werd verplaatst naar station Hilversum en in 2012 met de opening van de Hanzelijn op station Zwolle.

### Studenten- en ambtenarentreinen
Omdat in de spits met langere treinen wordt gereden, is het niet altijd mogelijk om gecombineerd te rijden. Hierbij rijden het Groninger deel en het Leeuwarder deel apart, waarbij in Zwolle en Utrecht overstapmogelijkheden worden aangeboden. Op vrijdag- en zondagavond rijden daarbij nog een aantal extra spitstreinen van en naar Groningen, vooral bestemd voor het vervoer van studenten. Een aantal van de spitstreinen werd in 1990 gekoppeld aan de nieuwe zogenaamde IC '90 spitstreinen tussen Zwolle en Eindhoven via Utrecht. Hoewel deze extra treinen vooral aan de treindienst naar Leeuwarden werden gekoppeld, kregen ook enkele treinen vanuit Groningen 'exotische' bestemmingen. Zo reed vanaf het begin tussen Groningen en Heerlen op zondagavond een extra intercity. Tussen 1992 en 1995 reed in de zomer vanuit Groningen de Efteling Expres naar Eindhoven. Vanaf 1993 reden op vrijdagmiddag drie extra intercity's naar respectievelijk Station Horst-Sevenum, Maastricht en Eindhoven. In 1995 werden de eindbestemmingen achtereenvolgens Maastricht, Weert / Roosendaal en Eindhoven. De zondagavondtrein reed voortaan van en naar Maastricht. Vanaf 1996 eindigde de tweede vrijdagse intercity in Zwolle, de andere eindbestemmingen bleven gelijk. In de zomer van 1998 was het gedaan met de treinen van en naar het zuiden, deze reden voortaan van en naar Amsterdam. De vrijdagse en zondagse studententreinen reden tot 2007 tot Utrecht.
De bekendste spitstrein op de Staatslijn is de 'ambtenarentrein' tussen Groningen en Den Haag. Deze trein reed al voor Spoorslag '70 onder de naam Randstad Expres tussen beide steden en kenmerkte zich door extra eerste klasse rijtuigen en extra service. Bij de invoering van de nieuwe dienstregeling in 1970 bleef de trein bestaan en kreeg hierbij de aparte treinnummers 501/502. De trein is vrijwel altijd met apart materieel gereden. Ook bij de invoering van de nieuwe dienstregeling 2007 bleef de trein bestaan, al is de officiële naam al jaren geleden verdwenen en zijn ook de extra rijtuigen eerste klasse inmiddels verleden tijd. De trein rijdt nu 'anoniem' onder de volgnummers 526/561.

### Dienstregeling
In de basis is de dienstregeling op de verbinding Randstad – Noord/Oost tot eind 2012 gebleven zoals bij de invoering in 1970. Hoewel de begin- en eindpunten in de Randstad in de loop der jaren diverse keren zijn gewijzigd en de treindienst vanuit de Randstad in 2007 met een half uur is opgeschoven, kende de lijn, per hoge uitzondering ook na de herdefinitie van het begrip intercity in 2007, nog altijd doorgaande en stoppende intercity's en reed een groot deel van de treinen naar Groningen en Leeuwarden nog altijd gecombineerd.
Plannen om beide doorgaande treinen tussen Groningen en Zwolle als intercity te laten rijden en de aparte stoptreindienst tussen beide steden tweemaal per uur te laten rijden, stuitten op veel bezwaar uit de tussengelegen plaatsen, die hun rechtstreekse verbinding met de Randstad zouden verliezen. Door de vele bezwaren besloot NS daarom de dienstregeling met drie treinen (een stoptrein, één doorgaande en één stoppende Intercity) voorlopig te handhaven.
Zodra de Hanzelijn in gebruik werd genomen (dienstregeling 2013), werd de dienst tussen de Randstad en Noord-Nederland grondig gewijzigd, waarbij een model van twee intercity's plus twee stoptreinen werd ingevoerd.
Nadat het station Groningen Europapark op 9 december 2012 opgenomen is in het hoofdrailnet stoppen hier, naast de regionale treinen van Arriva, per uur twee sprinters Groningen – Zwolle.
| Serie            | Treinsoort          | Route                                                                                                  | Bijzonderheden |
| ---------------- | ------------------- | --- | --- |
| 500              | Intercity (NS)      | Den Haag Centraal – Gouda – Utrecht Centraal – Amersfoort Centraal – Zwolle – Assen – Groningen        | |
| 700              | Intercity (NS)      | Schiphol Airport – Amsterdam Zuid – Almere Centrum – Lelystad Centrum – Zwolle – Assen – Groningen     | Vormt tussen Schiphol Airport en Zwolle een halfuurdienst met serie 800. Vormt tussen Zwolle en Groningen een halfuurdienst met serie 500. Sommige treinen tussen Zwolle en Groningen stoppen op alle stations. (alleen 's morgens vroeg en 's avonds laat) |
| 6100             | Sprinter (NS)       | Zwolle – Meppel – Assen – Groningen                                                                    | |
| 6200             | Sprinter (NS)       | Groningen – Assen                                                                                      | Rijdt alleen in de spits van maandag t/m donderdag. |
| Nachttrein 32780 | Nachttrein (Arriva) | Groningen – Assen – Zwolle – Lelystad Centrum – Almere Centrum – Amsterdam Centraal – Schiphol Airport | Rijdt alleen in de nacht van vrijdag op zaterdag. |

## Materieelinzet
Omdat de Staatslijn onderdeel is een van de belangrijkste langeafstandsverbindingen, wordt doorgaans het luxere reizigersmaterieel ingezet. Tussen 1938 en de elektrificatie in 1952 werd een groot aantal treinen gereden door het toen moderne dieselelektrische stroomlijnmaterieel, de treinstellen DE 3 en DE 5. Na de elektrificatie kwamen diverse soorten elektrische treinstellen op de lijn te rijden. De inzet van het stroomlijnmaterieel was vooral handig voor het kopmaken van de doorgaande treinen in Utrecht. De automatische koppeling was vooral handig voor het snel combineren en splitsen van vleugeltreinen in Zwolle en Utrecht. Er reden echter ook getrokken treinen over het traject. Omdat het omlopen van locomotieven in Utrecht veel tijd en ruimte vergde, werd meestal een andere locomotief aan de andere zijde van de trein geplaatst.

### Intercity's
Bij de invoering van Spoorslag '70 werden enkele materieelsoorten aangewezen voor de intercitydiensten. Op de verbinding Randstad – Noord/Oost kwamen voornamelijk de treinstellen Materieel '54 (Hondekop) te rijden. Als versterking reed een enkele keer ouder stroomlijnmaterieel mee. De hondekoppen vormden bijna 20 jaar een vertrouwd gezicht in de intercitydiensten op de Staatslijn.
Halverwege de jaren zeventig werd begonnen met de ontwikkeling van het nieuwe Intercitymaterieel (ICM). De treinstellen werden hierbij voorzien van een doorloopkop. Hiermee werd het zowel voor reizigers als personeel mogelijk om tijdens de rit van het ene naar het andere treinstel te lopen. Deze treinstellen kwamen als eerste te rijden tussen Groningen/Leeuwarden en Amsterdam Centraal, later volgden ook de andere intercityverbindingen tussen de Randstad en Noord/Oost Nederland. In 1991 werd de laatste intercitydienst van het Materieel '54 tussen Den Haag/Rotterdam en Groningen/Leeuwarden vervangen door het nieuwe intercitymaterieel. De Koplopers zijn lang vrijwel alleenheersers op deze intercityverbindingen geweest. De onderhoudsgevoelige doorloopkop wordt vanaf november 2005 niet langer gebruikt. Alleen eind jaren 90 werd in enkele treinen kortstondig Dubbeldeks interregiomaterieel (VIRM) ingezet. Met ingang van de nieuwe dienstregeling in 2012 wordt de intercity tussen Groningen en Den Haag (via Lelystad) vrijwel alleen uitgevoerd met VIRM. Tegenwoordig rijdt de treinserie 700 (Groningen – Den Haag, via Lelystad) met Intercitymaterieel (ICM) en Dubbeldekker Zonering (DDZ).

### Stoptreinen

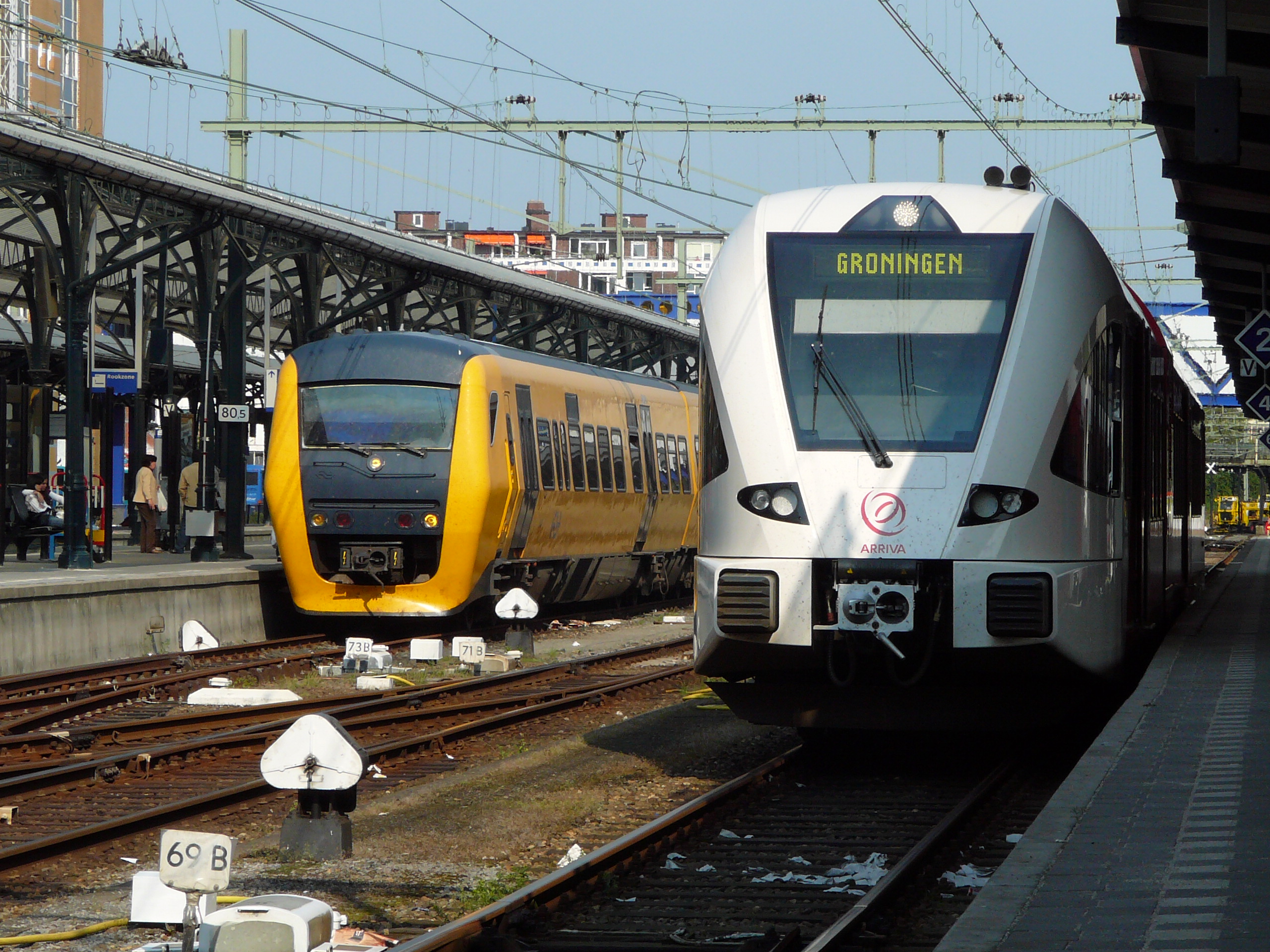
Vanaf december 2006 werd het DM '90 in de stoptreindienst tussen Groningen en Zwolle ingezet. Links treinstel 3414 na binnenkomst uit Zwolle, rechts staat Arriva Spurt 304. Groningen, 3 mei 2008.

Naast de doorgaande intercitytreinen reed er vanaf 1970 ook een aparte stoptreinserie tussen Groningen en Zwolle. Deze treinen werden doorgaans met hetzelfde materieel gereden als de intercitytreinen. Begin jaren 90 kwam vooral het hondekopmaterieel in deze stoptreindiensten te rijden. Nadat de laatste treinstellen in januari 1996 buiten dienst gingen namen de treinstellen Plan V deze treindienst korte tijd over.
In 2001 werd besloten om de stoptreindienst tussen Groningen en Zwolle, vijftig jaar na de elektrificatie van het baanvak, uit te voeren met dieselmaterieel. Belangrijkste redenen waren het overschot aan dieselmaterieel en de grote afstanden tussen de stations, wat zich prima leende voor de inzet van het tragere materieel. Speciaal voor de treindienst werd een aantal Plan U treinstellen opgeknapt en onder meer van een nieuw interieur voorzien. Van april 2002 tot december 2003 werden deze treinstellen ingezet. Daarna werden de stoptreinen voornamelijk met ICM-treinstellen gereden. Drie jaar werd vrijgekomen Dieselmaterieel '90 (DM90) gebruikt voor de stoptreindienst tussen Groningen en Zwolle. Sinds december 2009 worden de stoptreinen weer gereden door ICM-treinstellen. Met de heftige sneeuwval in januari 2010 werd er tot medio april weer gereden met Dieselmaterieel '90.

### Overige treinen
De eerder genoemde ambtenarentrein tussen Groningen en Den Haag heeft vrijwel altijd een afwijkende materieelinzet gekend. In de jaren zeventig werd Mat '54-treinstel 1970 ingezet, met drie rijtuigen eerste klasse in plaats van een. Begin jaren tachtig werden Franse Corail-rijtuigen ingezet en tussen 1995 en 2006 ICM-treinstel 4444, waarvan één tweede klasse rijtuig was verbouwd tot eerste klasse. In de dienstregeling 2007 werd de ambtenarentrein gereden door het VIRM.
De extra studententreinen die vanaf 1990 gingen rijden, betekenden ook een kortstondige terugkeer van het Materieel '54 in de intercitydiensten naar het noorden. Naast deze treinstellen werden ook enkele treinen met getrokken materieel gereden. Ook het ICM en VIRM reed in deze treindiensten.